# Siganus labyrinthodes
Siganus labyrinthodes är en fiskart som först beskrevs av Bleeker, 1853.  Siganus labyrinthodes ingår i släktet Siganus och familjen Siganidae. Inga underarter finns listade i Catalogue of Life.